# نهر علاء مرودشت الموسمي
نهر علاء مرودشت الموسمي هو أحد فرعي نهر مند الذي يصب في الخليج العربي. يقع نهر علاء مرودشت الموسمي في جنوب محافظة فارس ويقع في مقاطعة لارستان ومقاطعة مهر ومقاطعة لامرد وطوله حوالي 180 کم. يجتمع نهر علاء مرودشت في مدينة علامرودشت ويتكون من فرعين رئيسيين يقوما بتغذيته وهما: فرع الصحراء باغ و فرع التشاورز. ينبع فرع الصحراء باغ من جبال لارستان ويعبر النهر بلدة صحراء باغ وثم يدخل مدينة علامرودشت. وأما فرع التشاه ورز، ينبع من جبل غاوبست التي تقع في بلدة بيرم (80 کم إلى جنوب غربي من مدينة لار)، يعبر النهر بلدة بيرم وبلدة تشاه ورز من جهة شمالية ثم يدخل مدينة علامرودشت. بعد اتحاد فرعي تشاورز و صحراء باغ في مدينة علاء مرودشت ليشكلا معا نهر علامرودشت الموسمي الذي يعتبر أطول نهر في مقاطعة لامرد. تبلغ مساحة المستجمع المائي لنهر علامرودشت الموسمي حوالي 5225 کم مربع واستوعب هذا المستجمع المائي مناطق بلدة صحراء باغ وفداغ وبيرم وقسم تشاه ورز وقسم خيركو وبلدة علاء مرودشت ودارالمیزان. ويغير اسم نهر علاء مرودشت الموسمي حين يصل مدينة دار الميزان إلى نهر دار المیزان. وهذا النهر في النهاية، يصب في الخليج العربي في 56 کم إلى جنوب غرب من مدينة خورموج.

## مصادر

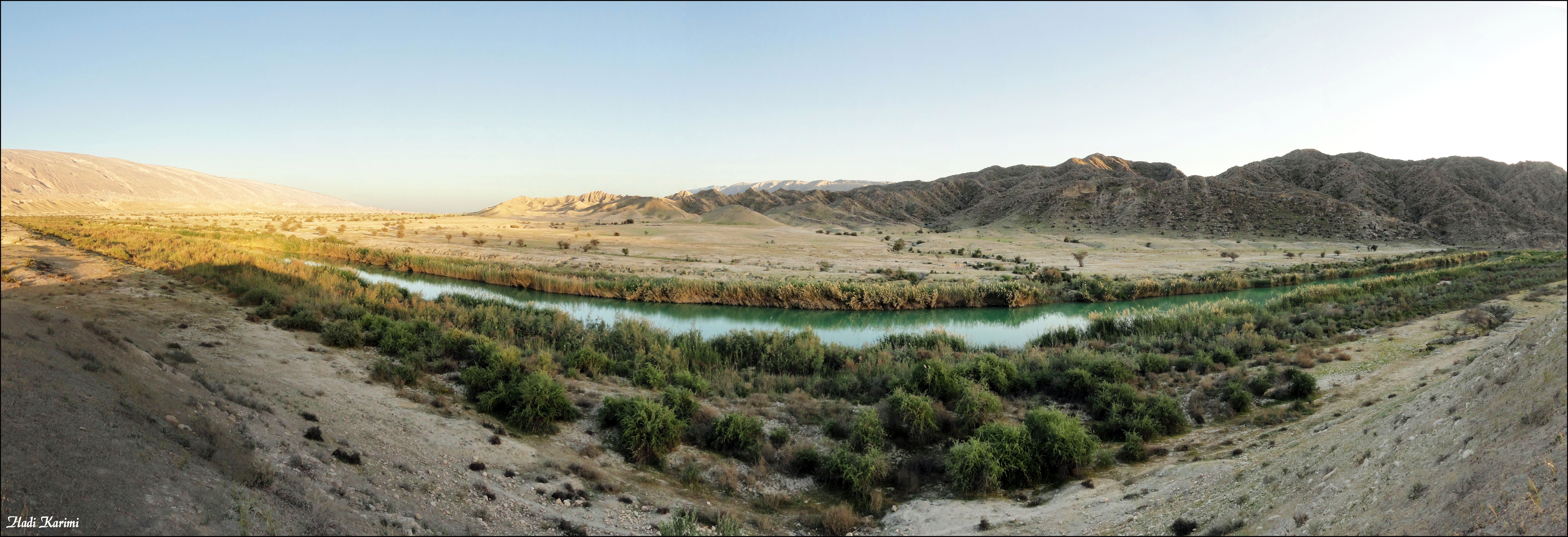
نهر علاء مرودشت الموسمي في عتبيه علاء مرودشت.